# Меинов, Джелял
Джелял Абдульмеин-оглу Меинов (17 [29] мая 1881, Бахчисарай, Таврическая губерния — 1942, СССР) — крымскотатарский театральный режиссёр, актёр, публицист. Главный режиссёр Татарского драматического театра. Провёл в лагерях 9 лет. Посмертно реабилитирован в 1958 году.

## Биография
Родился 17(29) мая 1881 года в Бахчисарае.
Учился в духовной школе в Бахчисарае. Окончил Симферопольскую татарскую учительскую школу. По рекомендации учителей получил направление в феодосийскую гимназию, где учился на средства на благотворителей. С 1900 по 1905 года — преподаватель в земском училище в Бахчисарае. Основал литературный кружок «Учкун» (Искра). Кроме того, с 1900 года принимал участие в деятельности Крымскотатарского музыкально- драматического театра в Симферополе. Позже стал студентом Новороссийского университета. В июле 1907 года перевёлся на юридический факультет Санкт-Петербургского университета. Окончив университет в 1913 году, вернулся в Бахчисарай.
В Бахчисарае работал в городском суде, а в 1924 году был переведён в областной суд в Симферополе. Получил квартиру в доме Хайкина (ул. Грузинская, 4). В 1923 году стал членом КрымЦИКа.
В 1926 году создал труппу Татарского драматического театра при Русском драматическом театре. Стал главным режиссёром театра. Меинов писал сценарии для постановок. Среди поставленных спектаклей — «Скупой рыцарь» Александра Пушкина, «Чему быть, того не миновать» Сеита-Абдуллы Озенбашлы и «Врач по принуждению» Мольера. 25 мая 1927 года участвовал в съезде работников искусства в Москве, после чего прибыл в Казань на встречу с деятелями театрального искусства и представителями интеллигенции.
В 1927 году стал председателем Союза крымскотатарских писателей. Писал статьи и театральные рецензии.
В конце 1928 года был обвинён в национализме и осуждён на пятилетний срок. Отбывал наказание в лагере на Соловецких островах. Принимал участие в лагерной самодеятельности. Выйдя из лагеря, переехал в 1933 году в Ташкент, где жили родственники его супруги. Работал юристом.
В 1938 году его вновь репрессировали, со сроком заключения 15 лет. Отбывал наказание в лагерях Средней Азии, где и скончался в 1942 году. Посмертно реабилитирован в 1958 году.

## Семья
Супруга — Фатьма-ханум Кайтазова, племянница Исмаила Гаспринского. Дочь — Тамара (род. 1917).

## Работы
- Къырымда татар театросы // Илери. 1926. № 1
- Пьесалар акъкъында // Илери. 1927. № 4
- Къазандан мектюб: Сеяхат къайдлары // Илери. № 6